# Pagan
Pagan (bolgarsko Паган, latinizirano: Pagan), bolgarski kan od leta 767 do 768, * ni znano, † 768, Varna, Bolgarija.
Spadal je v tisti del bolgarske aristokracije, ki je poskušala vzpostaviti miroljubne odnose z Bizantinskim cesarstvom. Po prihodu na prestol po umoru kana Toktuja se je skupaj s svojim dvorom udeležil pogajanj z bizantinskim cesarjem Konstantinom V. Kopronimom nekje v Trakiji. Bizantinski cesar se je v vročih pogajanjih predstavil kot zagovornik miru z Bolgari, vendar jim je očital brezpravnost v državi in odstavitev bivšega vladarja Sabina, ki je živel v izgnanstvu na njegovem dvoru.  Cesar se je kljub temu odložil za mir in Pagan se je vrnil domov.
Konstantin je kljub dogovoru takoj zatem napadel Bolgarijo in prodrl čez gore v osrednjem delu bolgarske države, požgal nekaj naselij v okolici bolgarske prestolnice Pliske in se umaknil. Pagan je kljub Konstaninovemu umiku doživel bes svojih podložnikov, ki so ga obtožili  lahkovernosti in nesposobnosti, da bi se uprl nasprotniku. Vladar je pobegnil proti Varni, kjer so ga služabniki umorili.
Džagfar tarihi, zbirka zgodovinskih dokumentov Volških Bolgarov iz 17. stoletja, katere verodostojnost je sporna, omenja Bojana (se pravi Pagana) kot sina bivšega vladarja Buneka (se pravi Vineha) in ga povezuje z izgonom Saina (se pravi Sabina).